# ストリージ (列車)

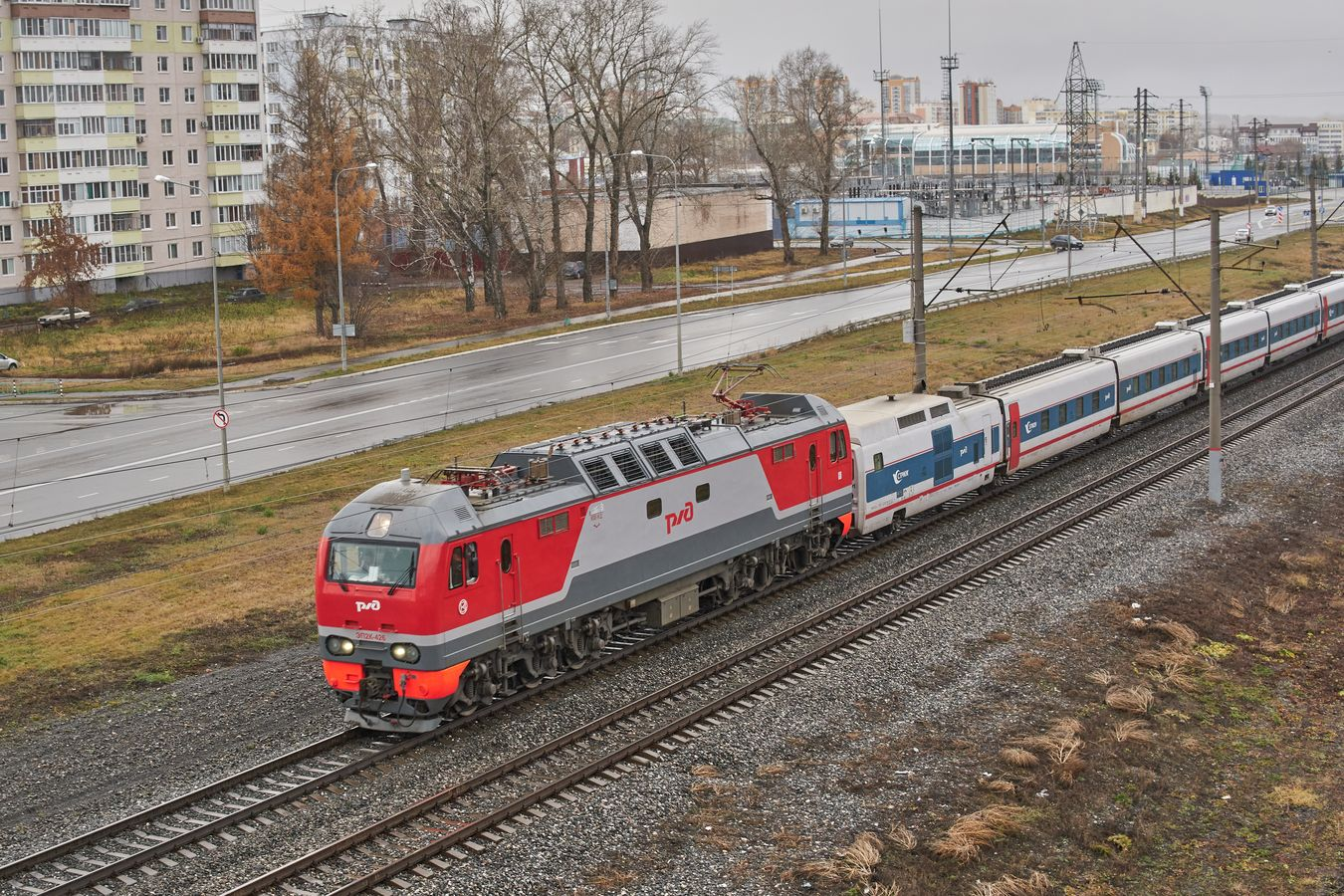
電気機関車に牽引されるストリージ（2020年撮影）

ストリージ（ロシア語: Стриж、英語: Strizh）は、ロシア鉄道が運行する列車の愛称。スペインで開発された振り子式連接客車のタルゴを用い、モスクワを始めとした各都市を結ぶ高速列車である。

## 概要
2012年、ロシア鉄道はサンクトペテルブルク国際経済フォーラム（Петербургского международного экономического форума）の中で、スペインの鉄道車両メーカーのタルゴ社（Patentes Talgo S. L.）との間に、同社が開発した振り子式高速客車のタルゴを導入する契約を交わした。これらの車両を使用する列車の愛称が「ストリージ」である。
「ストリージ」に用いられるのは、タルゴ9（Talgo 9）と呼ばれる車両である。設計に際してはタルゴ社が生産する客車列車のタルゴ7（Talgo VII、Talgo 7）を基にしているが、牽引する機関車に補助電源を供給する装置が搭載されていない場合を考慮し、発電機が車内に設置された電源車が両端に連結されている。またロシア連邦での使用にあたり、標準規格のGOST規格に適した構造が採用されている他、積雪時や低温下でも運用に支障がない事が試運転で実証されている。更に一部車両は後述の通りロシア国外への国際列車にも使用された事から、経由するポーランドやドイツなど国外の安全規格への適合がなされている他、ロシア国内（1,520 mm）と国外（1,435 mm）双方の軌間に対応した台車を用いた軌間可変車両となっている。最高速度は200 km/hである。
編成は電源車を含めた20両編成で、座席車に加えて寝台車、食堂車等で構成される。車内には冷暖房が完備されている他、有料のwi-fi通信の提供も行われている。

車内
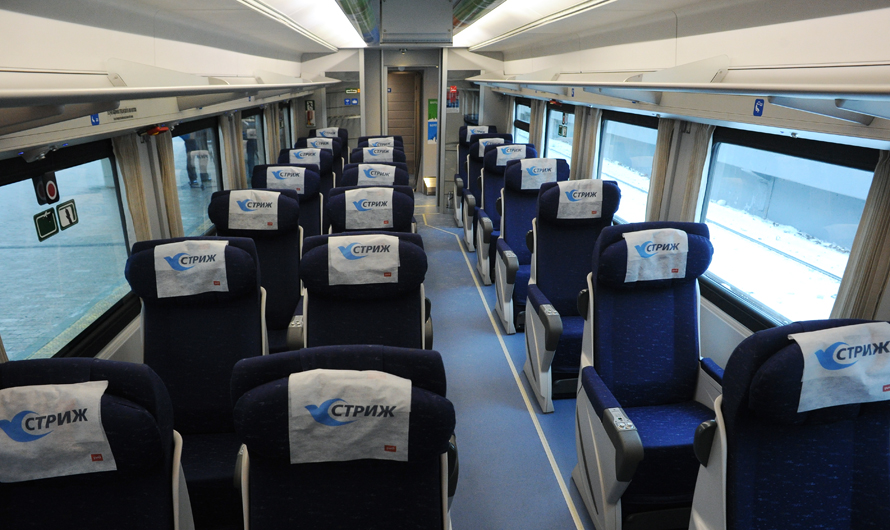
1等座席車
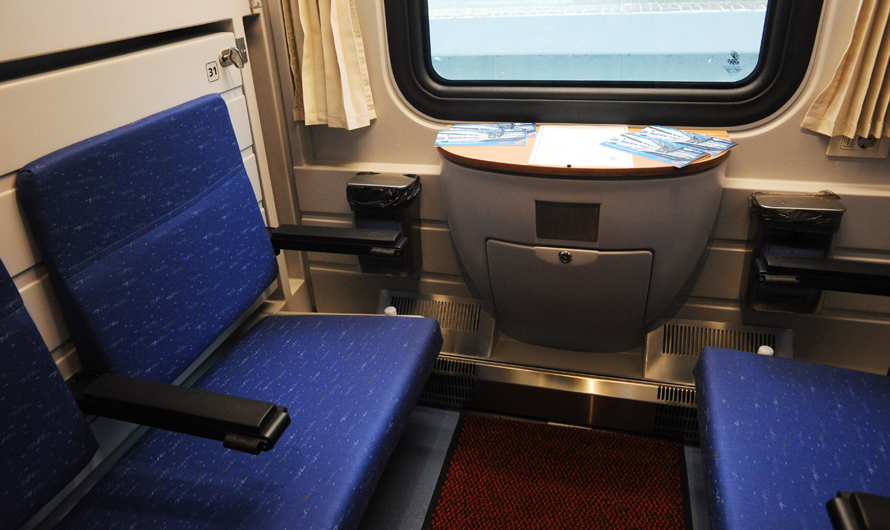
2等寝台車
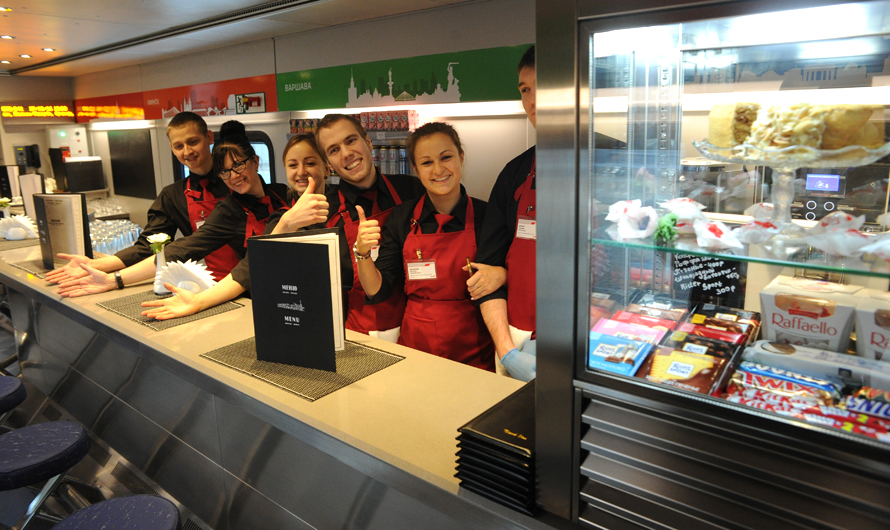
カフェ車
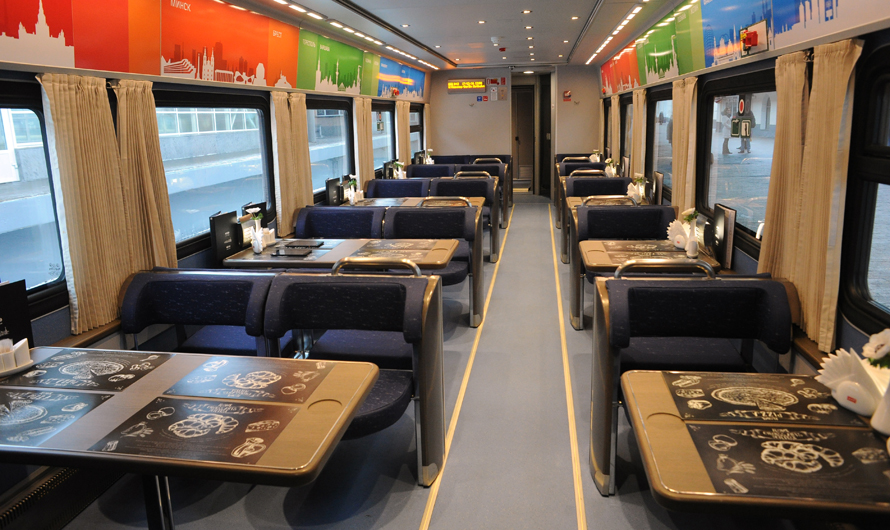
食堂車

## 運行
2021年の時点で「ストリージ」が導入されたのは下記の区間で、太字で書かれているのは同年時点で営業運転が行われている区間である。また、同年時点で20両編成7本の車両が投入されており、うち4本については軌間可変機構を有している。
- ニジニ・ノヴゴロド - モスクワ - 2015年6月1日に運行開始。軌間可変機構を持たない編成を使用。
- サンクトペテルブルク  - サマーラ - 2020年8月21日に運行開始。ベルリン方面に使用されていた、軌間可変機構を有する編成を転用。一部列車は途中でモスクワに停車しない[7]。
- モスクワ - サンクトペテルブルク - 2021年3月16日に運行開始。サンクトペテルブルク - サマーラ間に使用されている編成を使用。
- モスクワ - ベルリン - 2016年12月17日に運行開始。新型コロナウイルス感染症（COVID-19）の影響により2020年3月16日以降運休中[8]。

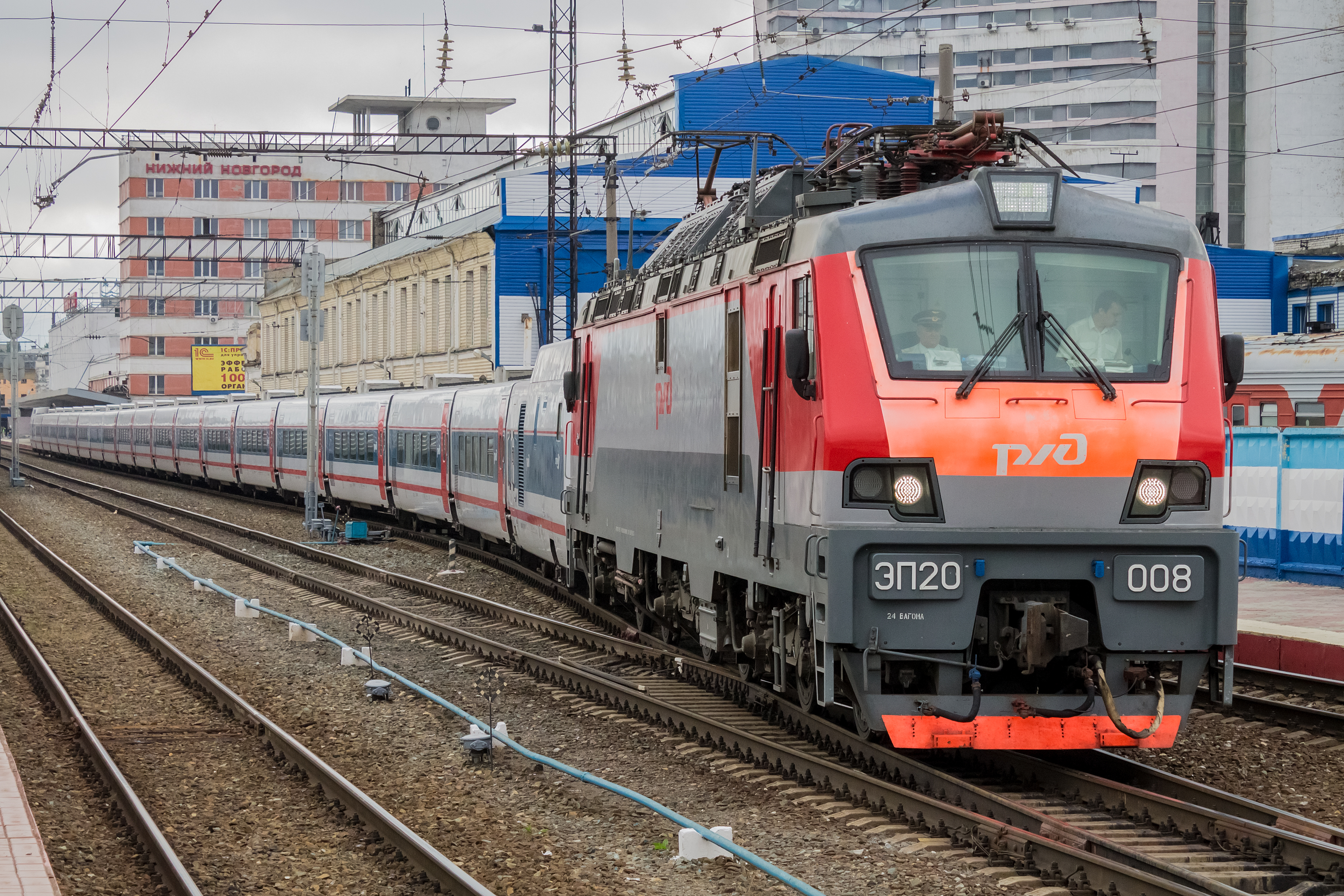
電気機関車に牽引されるストリージ
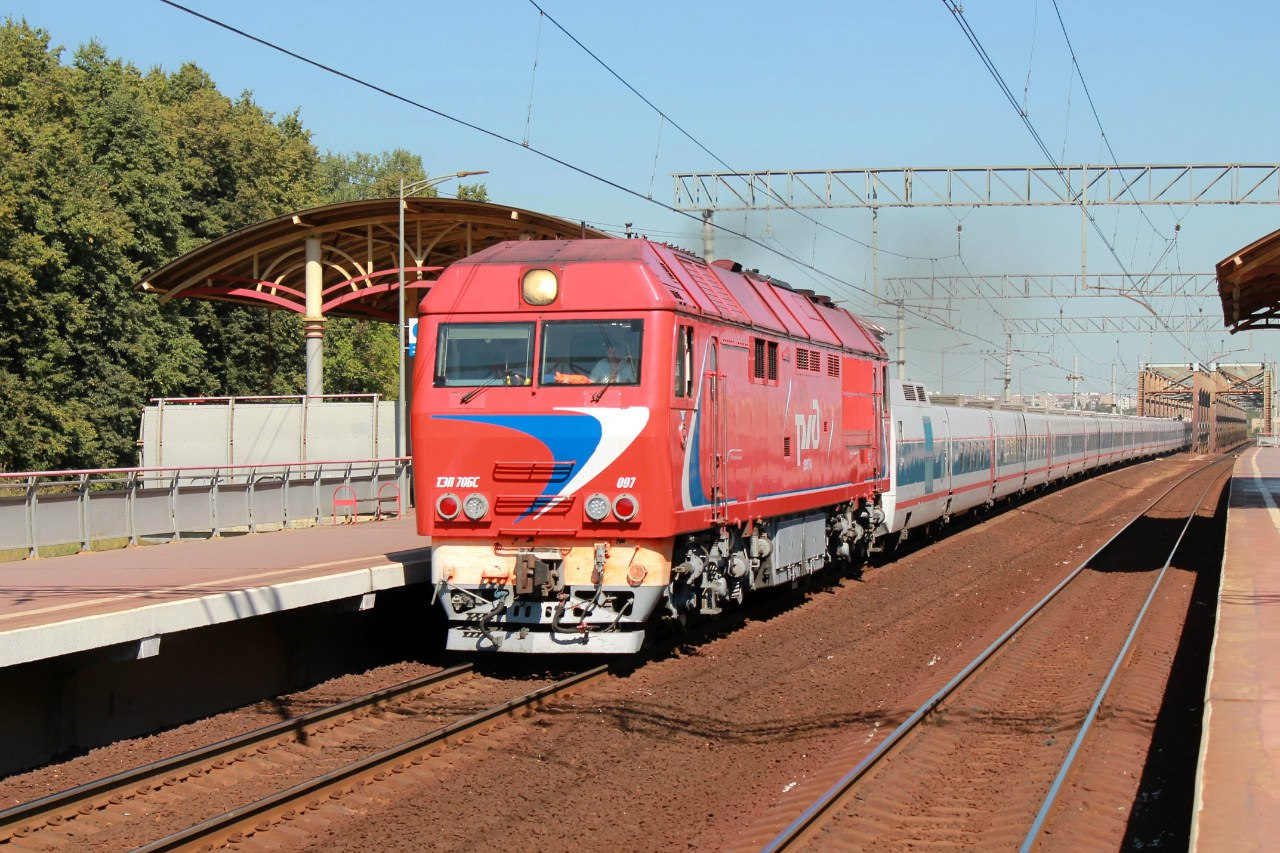
ディーゼル機関車に牽引されるストリージ
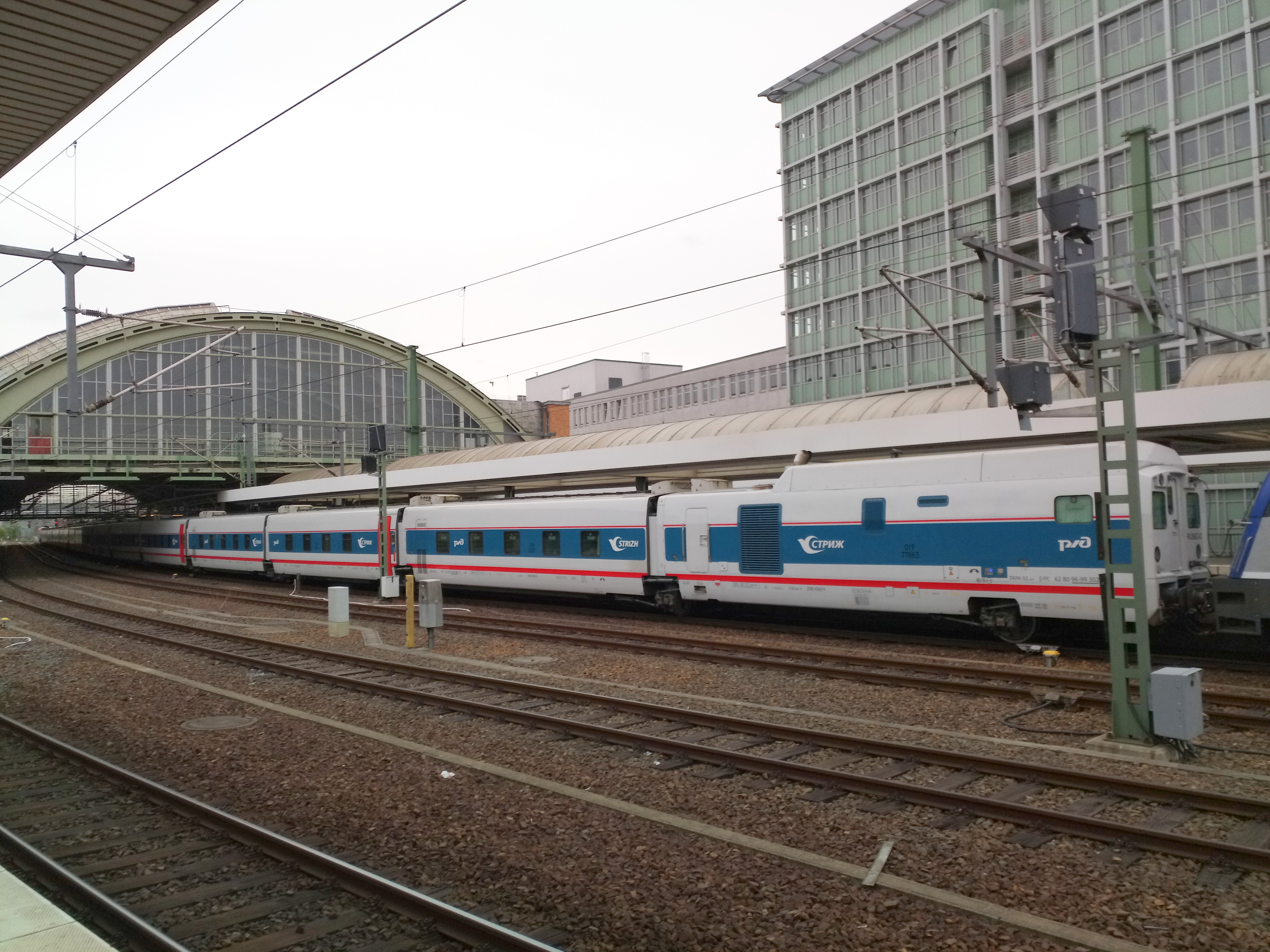
ドイツ・ベルリンに乗り入れるストリージ（2019年撮影）

## 編成

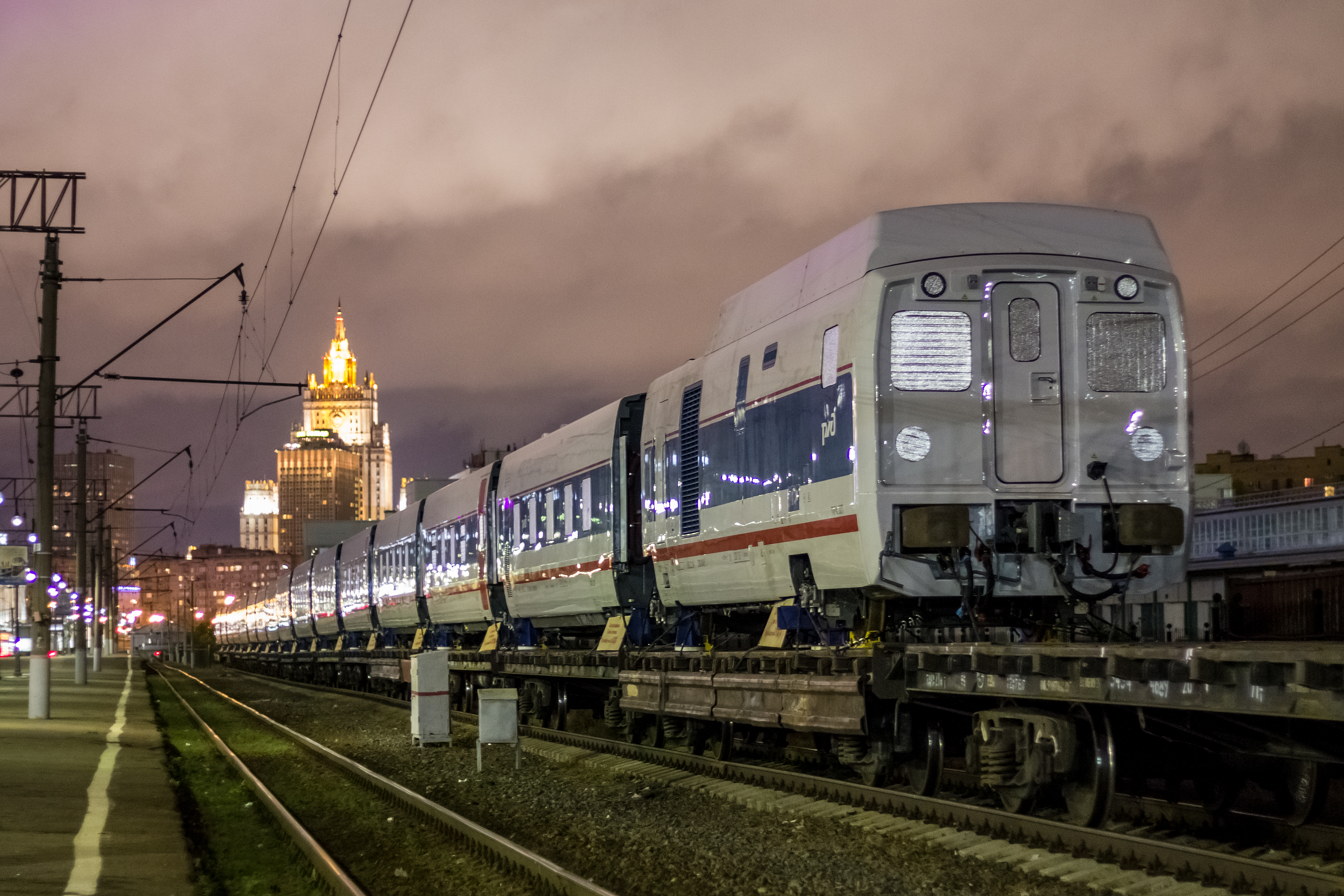
モスクワへ輸送されたストリージ用客車

| ← ニジニ・ノヴゴロドモスクワ → |      |             |             |             |             |             |             |             |             |             |             |             |             |             |             |             |             |             |             |             |             |
| 号車                           | 号車 |             | 1           | 2           | 3           | 4           | 5           | 6           | 7           | 8           | 9           | 10          | 11          | 12          | 13          | 14          | 15          | 16          | 17          | 18          |             |
| 車種                           | 車種 | 電源車      | 1等寝台車   | 1等寝台車   | 1等寝台車   | 1等寝台車   | 1等寝台車   | 食堂車      | カフェ車    | 1等座席車   | 1等座席車   | 2等座席車   | 2等座席車   | 2等座席車   | 2等座席車   | 2等座席車   | 2等座席車   | 2等座席車   | 2等座席車   | 2等座席車   | 電源車      |
| 定員                           | 定員 | 0人         | 10人        | 10人        | 10人        | 10人        | 10人        | 0人         | 0人         | 27人        | 27人        | 36人        | 36人        | 36人        | 36人        | 36人        | 36人        | 36人        | 36人        | 36人        | 0人         |
| 備考                           | 備考 | [ 1 ] [ 2 ] | [ 1 ] [ 2 ] | [ 1 ] [ 2 ] | [ 1 ] [ 2 ] | [ 1 ] [ 2 ] | [ 1 ] [ 2 ] | [ 1 ] [ 2 ] | [ 1 ] [ 2 ] | [ 1 ] [ 2 ] | [ 1 ] [ 2 ] | [ 1 ] [ 2 ] | [ 1 ] [ 2 ] | [ 1 ] [ 2 ] | [ 1 ] [ 2 ] | [ 1 ] [ 2 ] | [ 1 ] [ 2 ] | [ 1 ] [ 2 ] | [ 1 ] [ 2 ] | [ 1 ] [ 2 ] | [ 1 ] [ 2 ] |

| ← サンクトペテルブルク モスクワサマーラ サンクトペテルブルク → |      |                                                                                    |                                                                                    |                                                                                    |                                                                                    |                                                                                    |                                                                                    |                                                                                    |                                                                                    |                                                                                    |                                                                                    |                                                                                    |                                                                                    |                                                                                    |                                                                                    |                                                                                    |                                                                                    |                                                                                    |                                                                                    |                                                                                    |                                                                                    |
| 号車                                                           | 号車 |                                                                                    | 1                                                                                  | 2                                                                                  | 3                                                                                  | 4                                                                                  | 5                                                                                  | 6                                                                                  | 7                                                                                  | 8                                                                                  | 9                                                                                  | 10                                                                                 | 11                                                                                 | 12                                                                                 | 13                                                                                 | 14                                                                                 | 15                                                                                 | 16                                                                                 | 17                                                                                 | 18                                                                                 |                                                                                    |
| 車種                                                           | 車種 | 電源車                                                                             | 2等寝台車                                                                          | 2等寝台車                                                                          | 1等座席車                                                                          | 1等座席車                                                                          | カフェ車                                                                           | カフェ車                                                                           | 食堂車                                                                             | 食堂車                                                                             | 食堂車                                                                             | 1等寝台車                                                                          | 1等寝台車                                                                          | 1等寝台車                                                                          | 1等寝台車                                                                          | 1等寝台車                                                                          | 1等寝台車                                                                          | 1等寝台車                                                                          | 1等寝台車                                                                          | 1等寝台車                                                                          | 電源車                                                                             |
| 定員                                                           | 定員 | 0人                                                                                | 18人                                                                               | 18人                                                                               | 27人                                                                               | 27人                                                                               | 0人                                                                                | 0人                                                                                | 0人                                                                                | 0人                                                                                | 0人                                                                                | 12人                                                                               | 12人                                                                               | 6人                                                                                | 10人                                                                               | 10人                                                                               | 6人                                                                                | 10人                                                                               | 10人                                                                               | 6人                                                                                | 0人                                                                                |
| 備考                                                           | 備考 | 12 - 18号車は各個室にトイレが設置 12・15・18号車には車椅子に対応した寝台個室が存在 | 12 - 18号車は各個室にトイレが設置 12・15・18号車には車椅子に対応した寝台個室が存在 | 12 - 18号車は各個室にトイレが設置 12・15・18号車には車椅子に対応した寝台個室が存在 | 12 - 18号車は各個室にトイレが設置 12・15・18号車には車椅子に対応した寝台個室が存在 | 12 - 18号車は各個室にトイレが設置 12・15・18号車には車椅子に対応した寝台個室が存在 | 12 - 18号車は各個室にトイレが設置 12・15・18号車には車椅子に対応した寝台個室が存在 | 12 - 18号車は各個室にトイレが設置 12・15・18号車には車椅子に対応した寝台個室が存在 | 12 - 18号車は各個室にトイレが設置 12・15・18号車には車椅子に対応した寝台個室が存在 | 12 - 18号車は各個室にトイレが設置 12・15・18号車には車椅子に対応した寝台個室が存在 | 12 - 18号車は各個室にトイレが設置 12・15・18号車には車椅子に対応した寝台個室が存在 | 12 - 18号車は各個室にトイレが設置 12・15・18号車には車椅子に対応した寝台個室が存在 | 12 - 18号車は各個室にトイレが設置 12・15・18号車には車椅子に対応した寝台個室が存在 | 12 - 18号車は各個室にトイレが設置 12・15・18号車には車椅子に対応した寝台個室が存在 | 12 - 18号車は各個室にトイレが設置 12・15・18号車には車椅子に対応した寝台個室が存在 | 12 - 18号車は各個室にトイレが設置 12・15・18号車には車椅子に対応した寝台個室が存在 | 12 - 18号車は各個室にトイレが設置 12・15・18号車には車椅子に対応した寝台個室が存在 | 12 - 18号車は各個室にトイレが設置 12・15・18号車には車椅子に対応した寝台個室が存在 | 12 - 18号車は各個室にトイレが設置 12・15・18号車には車椅子に対応した寝台個室が存在 | 12 - 18号車は各個室にトイレが設置 12・15・18号車には車椅子に対応した寝台個室が存在 | 12 - 18号車は各個室にトイレが設置 12・15・18号車には車椅子に対応した寝台個室が存在 |